# Relaciones Estados Unidos-Tayikistán
Las relaciones Estados Unidos-Tayikistán son las relaciones diplomáticas entre Estados Unidos y Tayikistán, las cuales comenzaron en 1992.
Según el Informe de liderazgo global de EE. UU. de 2012, el 44% de los tayikos aprueba el liderazgo de EE. UU., con un 38% de desaprobación y un 18% de incertidumbre.

## Descripción general
Los Estados Unidos siguen comprometidos a ayudar a Tayikistán en su desarrollo económico y político, ya que Tayikistán continúa recuperándose de su legado de guerra civil. Los esfuerzos de asistencia de los Estados Unidos se están alejando de la ayuda humanitaria y la reconciliación política, ya que esas necesidades se han ido satisfaciendo cada vez más. En cambio, sus esfuerzos están dirigidos hacia objetivos más amplios de  democrática y reformas económicas.
Las relaciones entre Estados Unidos y Tayikistán se han desarrollado considerablemente desde 11 de septiembre de 2001. Los dos países tienen ahora una relación de base amplia, que coopera en áreas como la lucha contra el narcotráfico (narcotráfico), la no proliferación y el crecimiento y la estabilidad regionales. A la luz de la retirada de las fuerzas de la frontera rusa de la frontera tayiko-afgana, el gobierno de los Estados Unidos lidera un esfuerzo de donantes internacionales para mejorar la integridad territorial de Tayikistán, evitar el tránsito de narcóticos y material o tecnología relacionados con armas de destrucción masiva ( WMD), y apoyar un Tayikistán estable y pacífico para evitar la propagación de la influencia y las actividades de los grupos radicales y terroristas s.

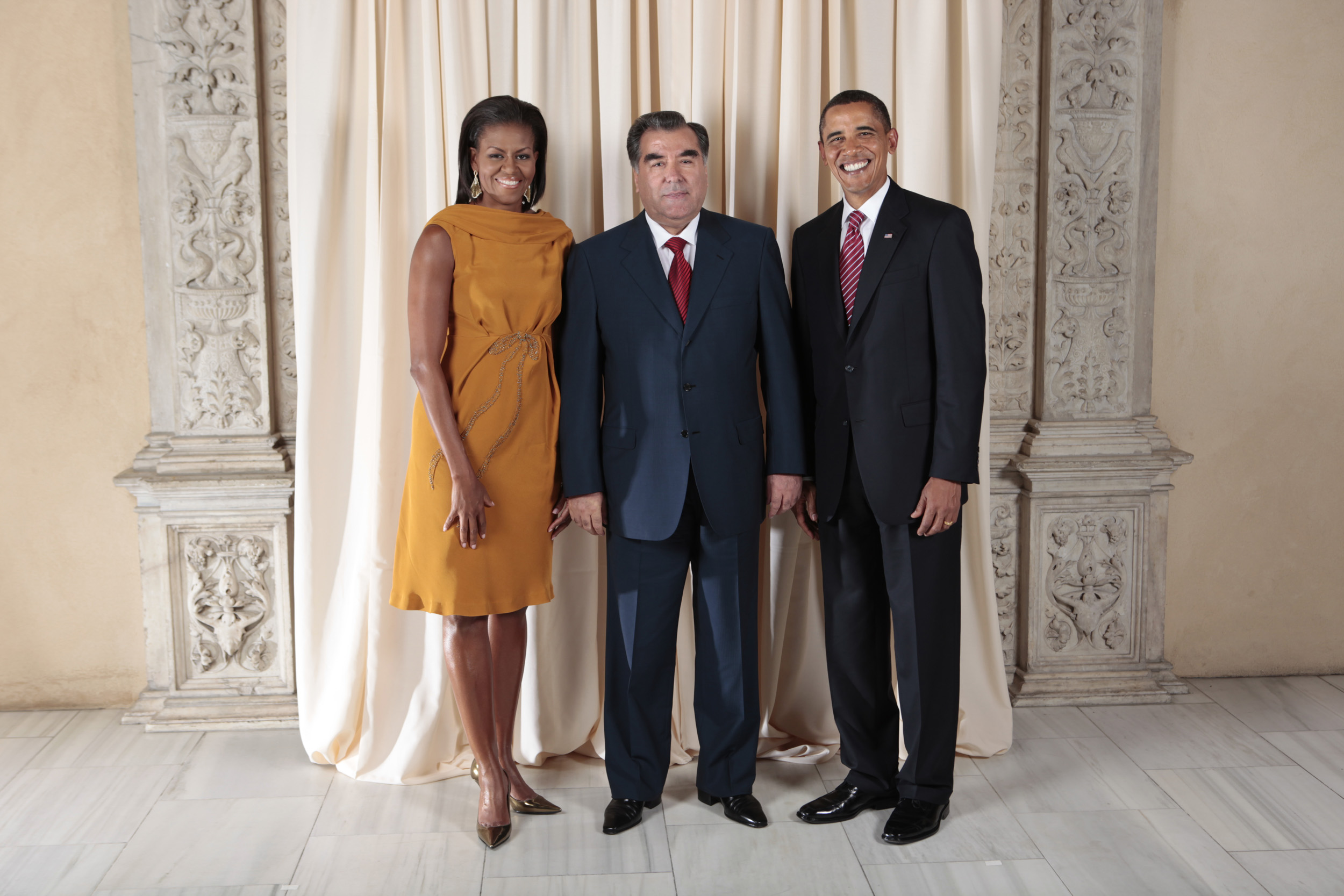
El presidente tayiko Emomalii Rahmon reunido con presidente de los Estados Unidos Barack Obama y la primera dama Michelle Obama en Ciudad de Nueva York en septiembre de 2009.

Continúan asistiendo a Tayikistán en las reformas económicas y la integración en el mercado global más amplio, por ejemplo, en la búsqueda de la adhesión a la Organización Mundial del Comercio (OMC). Tayikistán ha sido un firme partidario de los esfuerzos de los Estados Unidos en la guerra contra el terrorismo y en la promoción de la paz y la estabilidad en Afganistán.

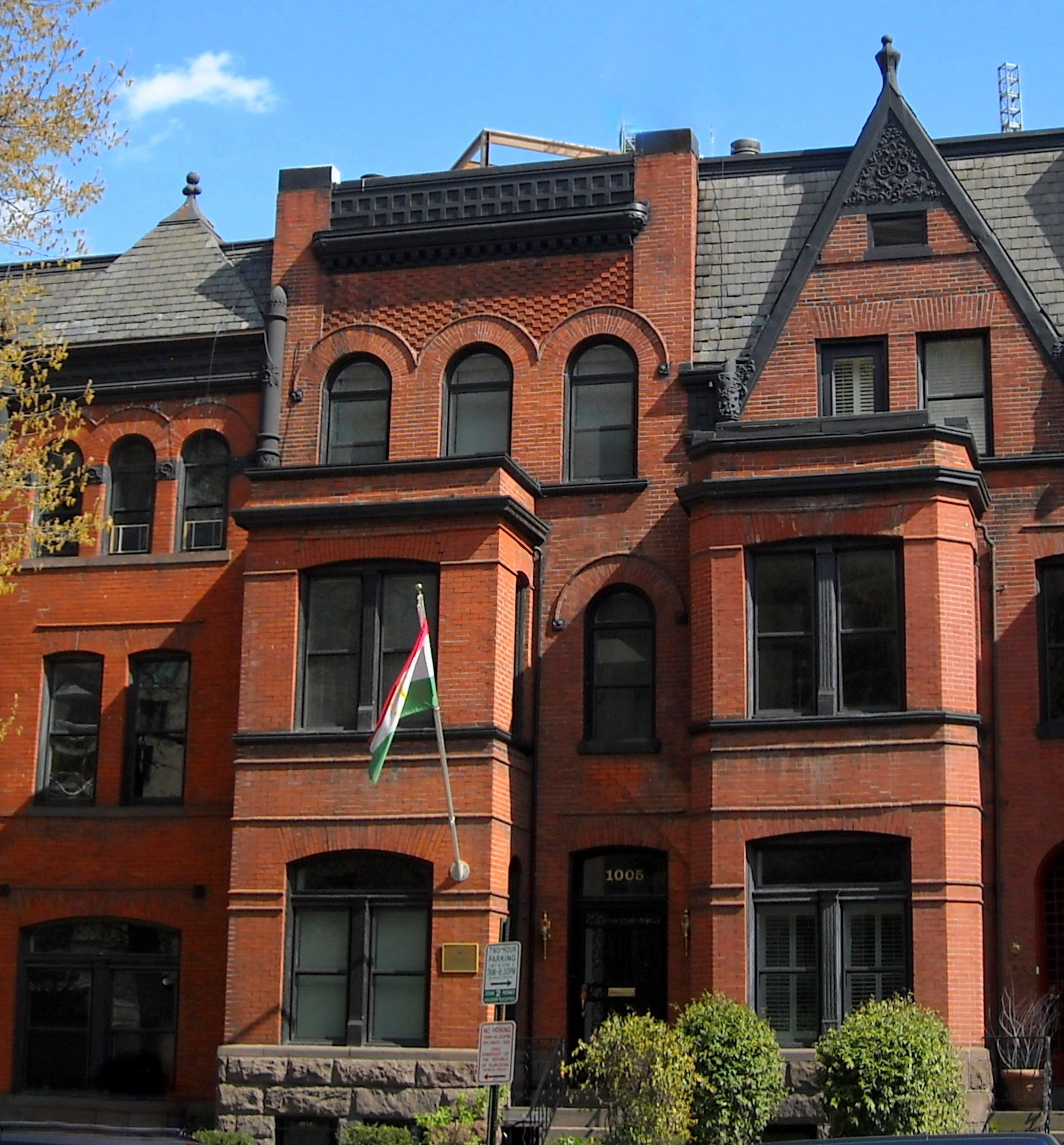
Embajada de Tayikistán en Washington D. C., una antigua residencia incluida en el Registro Nacional de Lugares Históricos

Un puente Tayikistán-Afganistán en el Panji Poyon financiado por el gobierno de los EE. UU. sobre el Río Panj conecta Sher Khan Bandar en Afganistán con Nizhniy Pyanzh en Tayikistán, que se transporta Más de 150 camiones o 1.000 coches diarios. El puente mejora las oportunidades económicas y comerciales a ambos lados del río, permitiendo que las mercancías y las personas se muevan con mayor facilidad. En el lado afgano, la carretera del puente se conectará con la carretera de circunvalación de Afganistán, que se está construyendo con asistencia internacional principalmente a través del Banco Asiático de Desarrollo.
Estados Unidos reconoció a Tayikistán el 25 de diciembre de 1991, el día en que URSS se disolvió, y abrió una Embajada temporal en un hotel en la capital, Dusambé, en marzo de 1992. Después de los bombardeos de las embajadas de Estados Unidos en África en 1998. El personal estadounidense de Embassy Dushanbe se trasladó temporalmente a Almaty, Kazajistán, debido al aumento de las normas de seguridad de Embassy. La Embajada de Estados Unidos en Dusambé ha regresado a sus operaciones completas y en julio de 2006 se mudó a un complejo de Embajada especialmente diseñado.
Los principales funcionarios de los Estados Unidos embajada incluyen:
- Embajador - Elisabeth I. Millard

La Embajada de Tayikistán está ubicada en el  West End vecindario de Washington D. C.